# Allín
Allín/Allin (spanisch Allín, baskisch Allin) ist eine nordspanische Gemeinde (municipio) mit 899 Einwohnern (Stand: 2024) im Süden der Autonomen Gemeinschaft Navarra. Die Gemeinde besteht aus den Ortschaften Amillano, Aramendía, Arbeiza, Artavia, Echávarri, Eulz, Galdeano, Larrión, Muneta und Zubielqui.

## Lage und Klima
Allín liegt gut 36 km (Fahrtstrecke) westsüdwestlich von Pamplona bzw. ca. 40 km nordöstlich von Logroño in einer Höhe von ca. 520 m. Das Klima ist gemäßigt bis warm; Regen fällt überwiegend im Winterhalbjahr.

## Bevölkerungsentwicklung
| Jahr      | 1970 | 1981 | 1991 | 2001 | 2011 | 2021 |
| Einwohner | 1044 | 819  | 805  | 808  | 844  | 884  |

## Wirtschaft
Der von den Römern betriebene Weinbau gewann ab dem 19. Jahrhundert an Bedeutung. Hier wird der Rioja produziert.

## Sehenswürdigkeiten

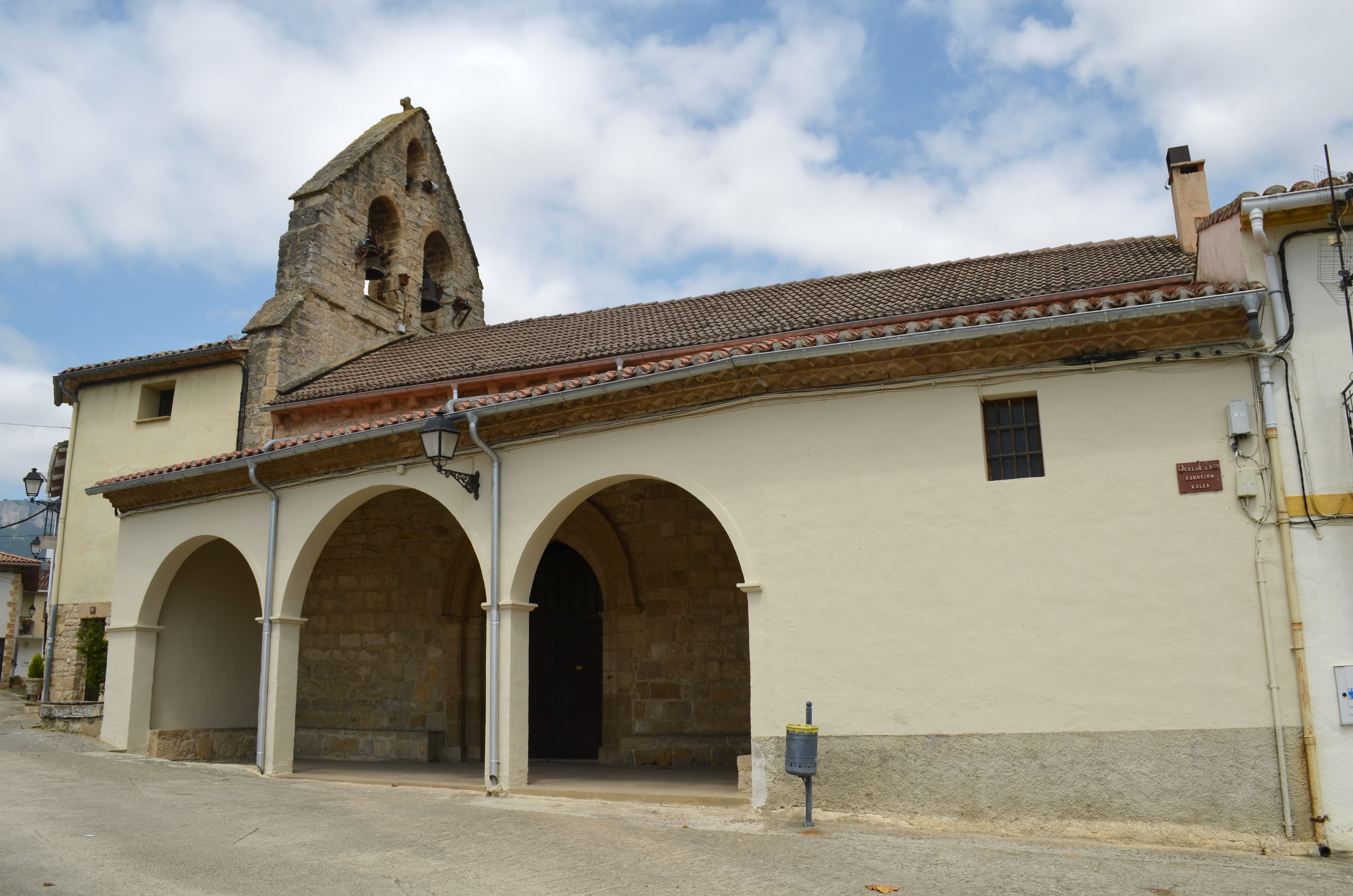
Kirche Mariä Himmelfahrt in Larrión
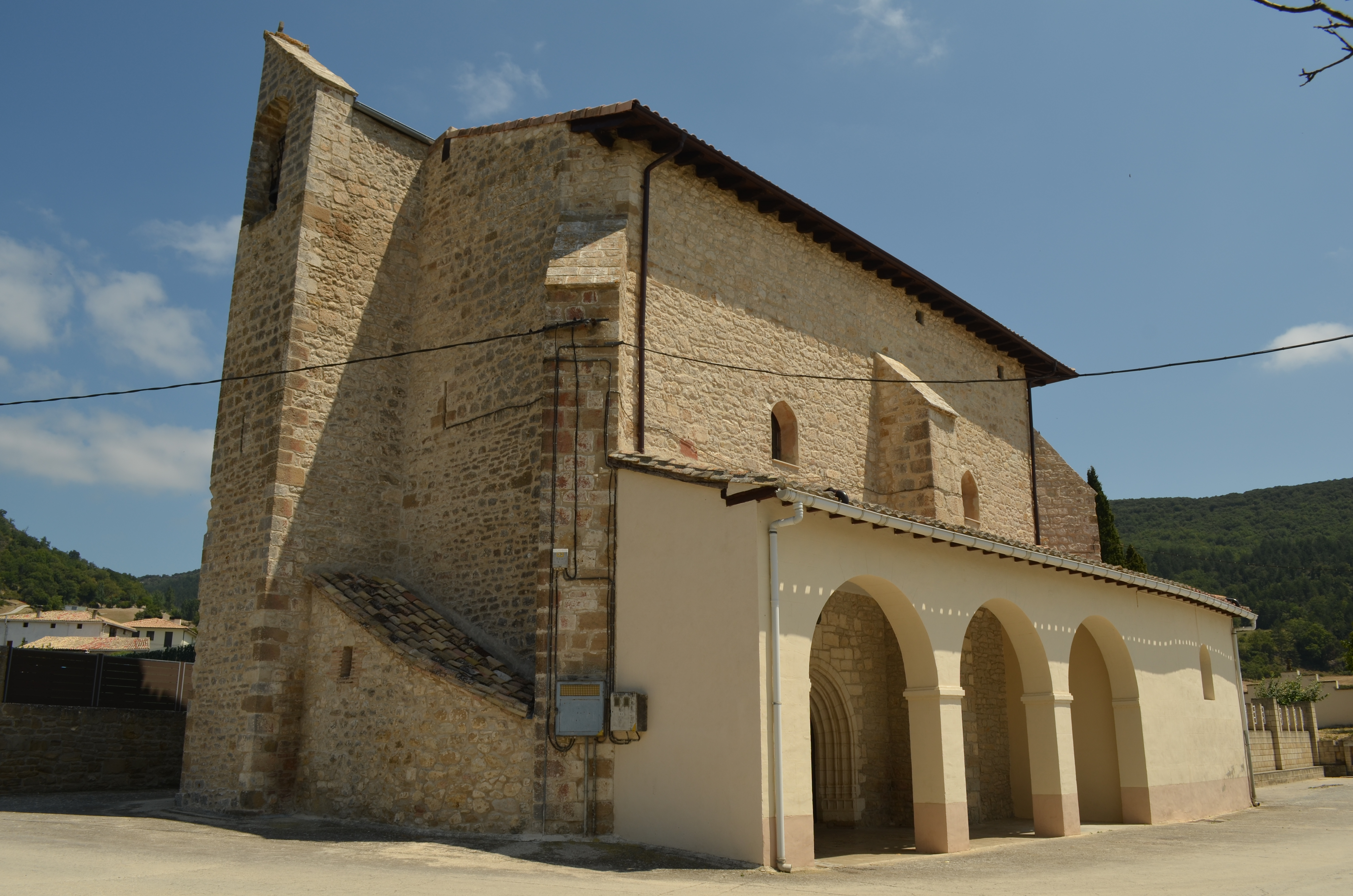
Kirche Mariä Himmelfahrt in Echavarri
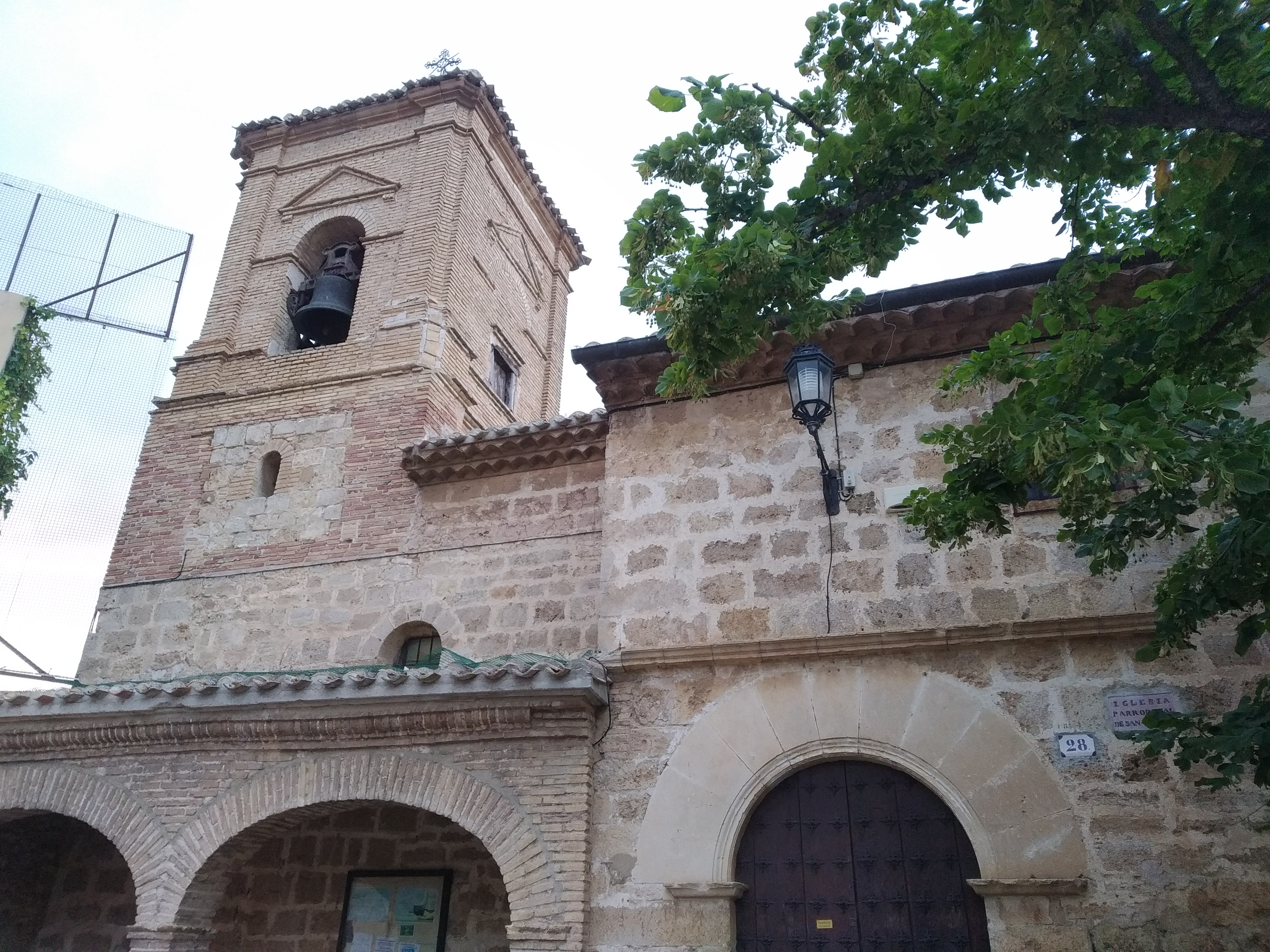
Martinskirche
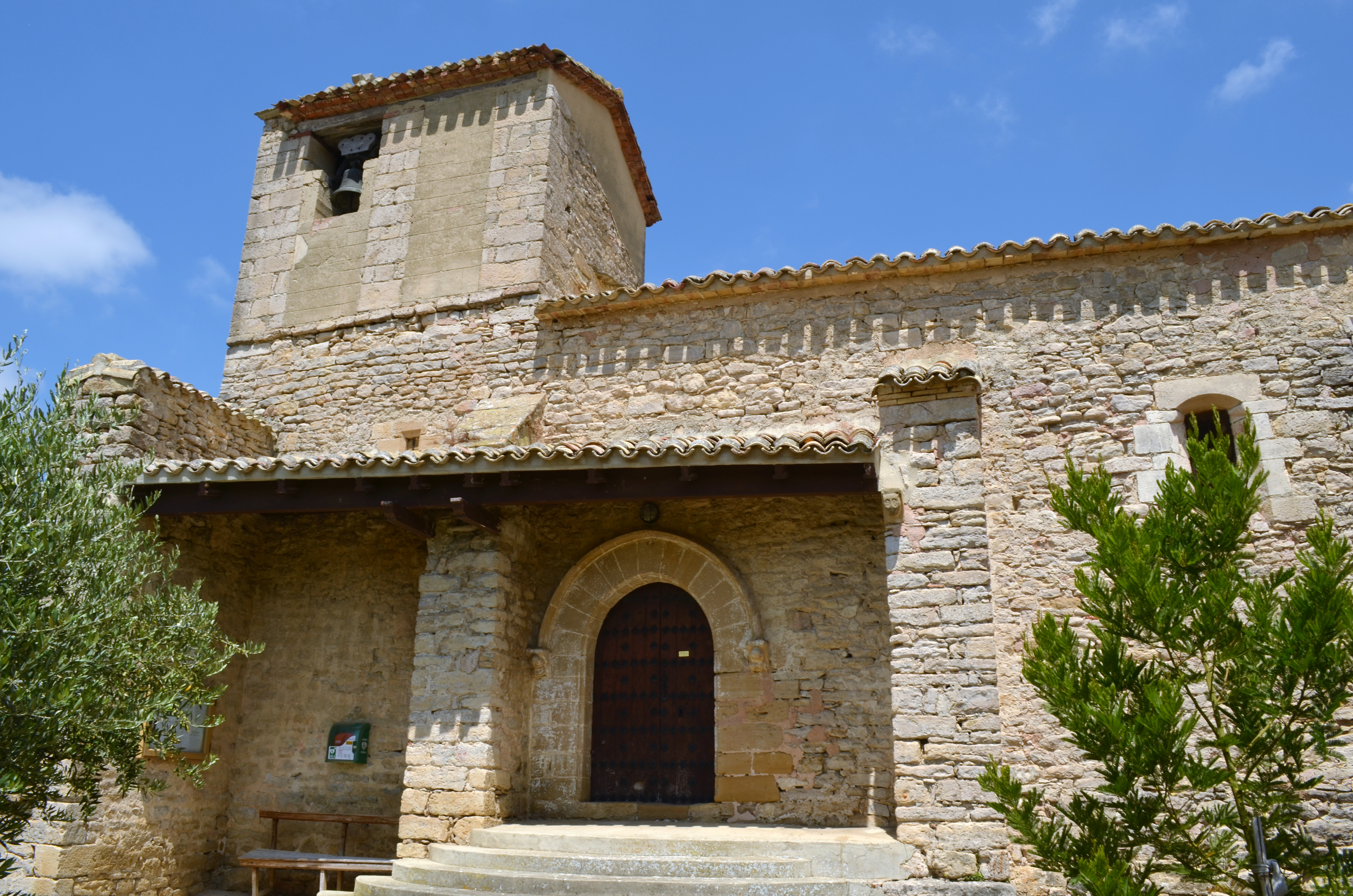
Romanuskirche
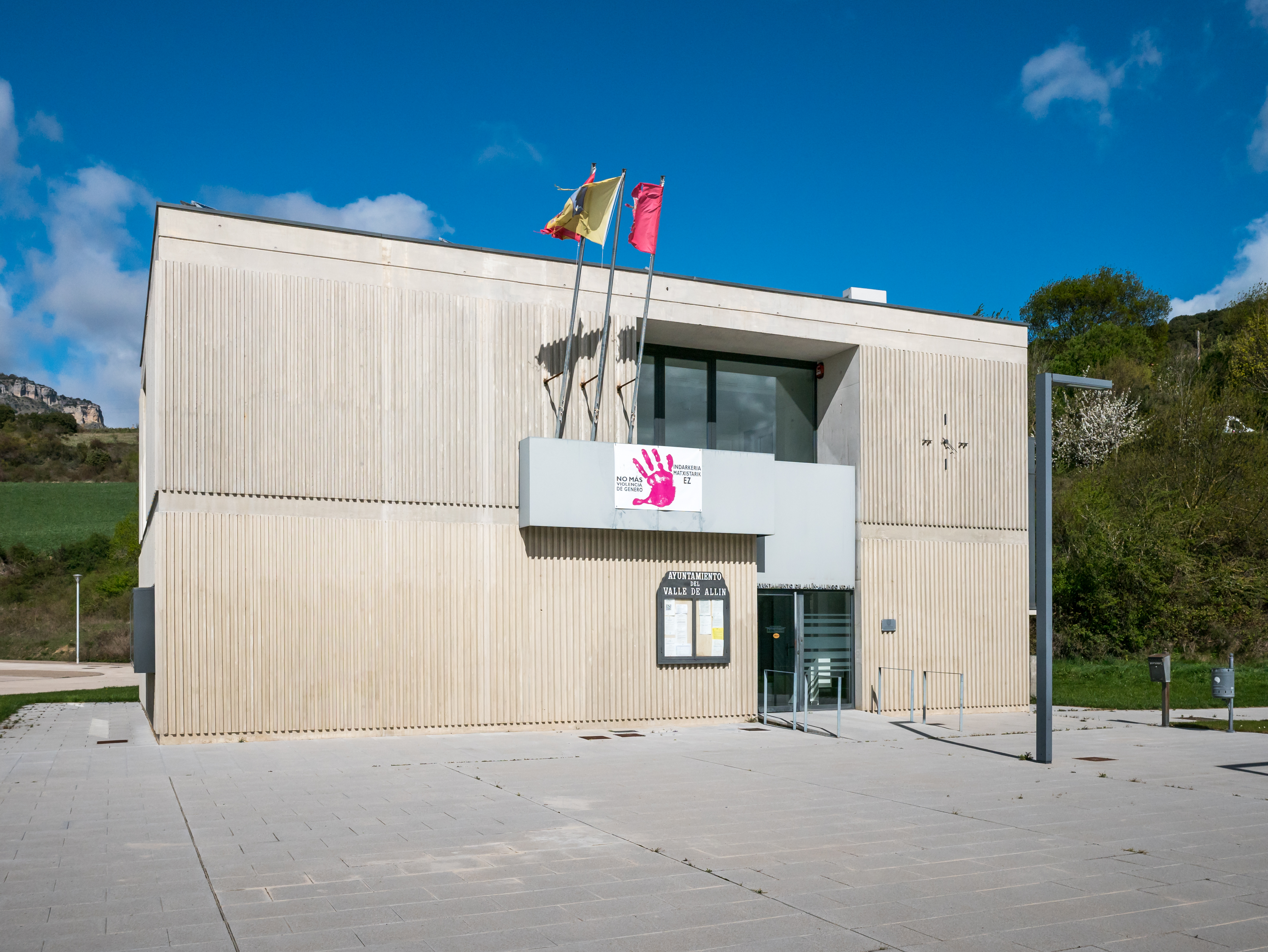
Rathaus

- Martinskirche in Arbeiza
- Romanuskirche in Amillano

- Kirche Mariä Himmelfahrt in Larrión
- Kirche Mariä Himmelfahrt in Echávarri
- Martinskirche
- Romanuskirche
- Rathaus

## Persönlichkeiten
- Julián Arteaga Sáenz (1850–1921), Architekt